# NGC 164
NGC 164 là một thiên hà xoắn ốc nằm trong chòm sao Song Ngư. Nó được tìm thấy bởi nhà thiên văn học người Đức Albert Marth vào ngày 3 tháng 8 năm 1864.